# Epsom Derby

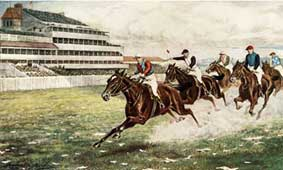
Isinglass segrar i loppet, 1893.

Epsom Derby, officiellt kallat Investec Derby, eller endast The Derby, är ett galopplöp i England för 3-åriga hingstar och ston. Valacker får ej delta i löpet. Löpet rids på Epsom Downs Racecourse i Surrey över distansen 2 420 meter. Det är ett Grupp 1-löp, det vill säga ett löp av högsta internationella klass. Epsom Derby avgörs vanligtvis första lördagen i juni varje år.
Under krigsåren 1915–18 och 1940–45 reds löpet på Newmarket Racecourse.

## Triple Crown
Epsom Derby är det andra av de tre löp som ingår i den engelska galoppsportens Triple Crown. De övriga loppen som ingår i Triple Crown är 2000 Guineas Stakes, som rids på Newmarket Racecourse i Suffolk, och St Leger Stakes som rids på Town Moor i Doncaster i Yorkshire. Att en häst vinner samtliga dessa tre lopp under sin treåringssäsong innebär att hästen tar en Triple Crown. Totalt har 15 hästar lyckats ta en Triple Crown.

## Rekord
Jockey med flest segrar (9 st)
- Lester Piggott – Never Say Die (1954), Crepello (1957), St. Paddy (1960), Sir Ivor (1968), Nijinsky (1970), Roberto (1972), Empery (1976), The Minstrel (1977), Teenoso (1983)

Tränare med flest segrar (10 st)
- Aidan O'Brien – Galileo (2001), High Chaparral (2002), Camelot (2012), Ruler of the World (2013), Australia (2014), Wings of Eagles (2017), Anthony Van Dyck (2019), Serpentine (2020), Auguste Rodin (2023), City Of Troy (2024)

### Övriga rekord
- Snabbaste segertid (på Epsom) – 2m 31.33s, Workforce (2010)
- Största segermarginal – 10 längder, Shergar (1981)
- Högsta vinnarodds – Jeddah (1898), Signorinetta (1908), Aboyeur (1913), 100/1
- Lägsta vinnarodds – Ladas (1894), 2/9
- Flest antal deltagare – 34 (1862)
- Minst antal deltagare – 4 (1794)

## Segrare
| År        | Häst                | Jockey                 | Tränare                      | Tid     |
| --------- | ------------------- | ---------------------- | ---------------------------- | ------- |
| 2024      | City Of Troy        | Ryan Moore             | Aidan O'Brien                | 2:38.32 |
| 2023      | Auguste Rodin       | Ryan Moore             | Aidan O'Brien                | 2:33:88 |
| 2022      | Desert Crown        | Richard Kingscote      | Sir Michael Stoute           | 2:36.38 |
| 2021      | Adayar              | Adam Kirby             | Charlie Appleby              | 2:36.85 |
| 2020      | Serpentine          | Emmet McNamara         | Aidan O'Brien                | 2:34.43 |
| 2019      | Anthony Van Dyck    | Seamie Heffernan       | Aidan O'Brien                | 2:33.38 |
| 2018      | Masar               | William Buick          | Charlie Appleby              | 2:34.93 |
| 2017      | Wings of Eagles     | Padraig Beggy          | Aidan O'Brien                | 2:33.02 |
| 2016      | Harzand             | Pat Smullen            | Dermot Weld                  | 2:40.09 |
| 2015      | Golden Horn         | Frankie Dettori        | John Gosden                  | 2:32.32 |
| 2014      | Australia           | Joseph O'Brien         | Aidan O'Brien                | 2:33.63 |
| 2013      | Ruler of the World  | Ryan Moore             | Aidan O'Brien                | 2:39.06 |
| 2012      | Camelot             | Joseph O'Brien         | Aidan O'Brien                | 2:33.90 |
| 2011      | Pour Moi            | Mickael Barzalona      | André Fabre                  | 2:34.54 |
| 2010      | Workforce           | Ryan Moore             | Sir Michael Stoute           | 2:31.33 |
| 2009      | Sea the Stars       | Michael Kinane         | John Oxx                     | 2:36.74 |
| 2008      | New Approach        | Kevin Manning          | Jim Bolger                   | 2:36.50 |
| 2007      | Authorized          | Frankie Dettori        | Peter Chapple-Hyam           | 2:34.77 |
| 2006      | Sir Percy           | Martin Dwyer           | Marcus Tregoning             | 2:35.23 |
| 2005      | Motivator           | Johnny Murtagh         | Michael Bell                 | 2:35.69 |
| 2004      | North Light         | Kieren Fallon          | Sir Michael Stoute           | 2:33.72 |
| 2003      | Kris Kin            | Kieren Fallon          | Sir Michael Stoute           | 2:33.35 |
| 2002      | High Chaparral      | Johnny Murtagh         | Aidan O'Brien                | 2:39.45 |
| 2001      | Galileo             | Michael Kinane         | Aidan O'Brien                | 2:33.27 |
| 2000      | Sinndar             | Johnny Murtagh         | John Oxx                     | 2:36.75 |
| 1999      | Oath                | Kieren Fallon          | Henry Cecil                  | 2:37.43 |
| 1998      | High-Rise           | Olivier Peslier        | Luca Cumani                  | 2:33.88 |
| 1997      | Benny the Dip       | Willie Ryan            | John Gosden                  | 2:35.77 |
| 1996      | Shaamit             | Michael Hills          | William Haggas               | 2:35.05 |
| 1995      | Lammtarra           | Walter Swinburn        | Saeed bin Suroor             | 2:32.31 |
| 1994      | Erhaab              | Willie Carson          | John Dunlop                  | 2:34.16 |
| 1993      | Commander in Chief  | Michael Kinane         | Henry Cecil                  | 2:34.51 |
| 1992      | Dr Devious          | John Reid              | Peter Chapple-Hyam           | 2:36.19 |
| 1991      | Generous            | Alan Munro             | Paul Cole                    | 2:34.00 |
| 1990      | Quest for Fame      | Pat Eddery             | Roger Charlton               | 2:37.26 |
| 1989      | Nashwan             | Willie Carson          | Dick Hern                    | 2:34.90 |
| 1988      | Kahyasi             | Ray Cochrane           | Luca Cumani                  | 2:33.84 |
| 1987      | Reference Point     | Steve Cauthen          | Henry Cecil                  | 2:33.90 |
| 1986      | Shahrastani         | Walter Swinburn        | Michael Stoute               | 2:37.13 |
| 1985      | Slip Anchor         | Steve Cauthen          | Henry Cecil                  | 2:36.23 |
| 1984      | Secreto             | Christy Roche          | David O'Brien                | 2:39.12 |
| 1983      | Teenoso             | Lester Piggott         | Geoff Wragg                  | 2:49.07 |
| 1982      | Golden Fleece       | Pat Eddery             | Vincent O'Brien              | 2:34.27 |
| 1981      | Shergar             | Walter Swinburn        | Michael Stoute               | 2:44.21 |
| 1980      | Henbit              | Willie Carson          | Dick Hern                    | 2:34.77 |
| 1979      | Troy                | Willie Carson          | Dick Hern                    | 2:36.59 |
| 1978      | Shirley Heights     | Greville Starkey       | John Dunlop                  | 2:35.30 |
| 1977      | The Minstrel        | Lester Piggott         | Vincent O'Brien              | 2:36.44 |
| 1976      | Empery              | Lester Piggott         | Maurice Zilber               | 2:35.69 |
| 1975      | Grundy              | Pat Eddery             | Peter Walwyn                 | 2:35.35 |
| 1974      | Snow Knight         | Brian Taylor           | Peter Nelson                 | 2:35.04 |
| 1973      | Morston             | Edward Hide            | Arthur Budgett               | 2:35.92 |
| 1972      | Roberto             | Lester Piggott         | Vincent O'Brien              | 2:36.09 |
| 1971      | Mill Reef           | Geoff Lewis            | Ian Balding                  | 2:37.14 |
| 1970      | Nijinsky            | Lester Piggott         | Vincent O'Brien              | 2:34.68 |
| 1969      | Blakeney            | Ernie Johnson          | Arthur Budgett               | 2:40.30 |
| 1968      | Sir Ivor            | Lester Piggott         | Vincent O'Brien              | 2:38.73 |
| 1967      | Royal Palace        | George Moore           | Noel Murless                 | 2:38.36 |
| 1966      | Charlottown         | Scobie Breasley        | Gordon Smyth                 | 2:37.63 |
| 1965      | Sea Bird            | Pat Glennon            | Etienne Pollet               | 2:38.41 |
| 1964      | Santa Claus         | Scobie Breasley        | Mick Rogers                  | 2:41.98 |
| 1963      | Relko               | Yves Saint-Martin      | François Mathet              | 2:39.4  |
| 1962      | Larkspur            | Neville Sellwood       | Vincent O'Brien              | 2:37.6  |
| 1961      | Psidium             | Roger Poincelet        | Harry Wragg                  | 2:36.4  |
| 1960      | St. Paddy           | Lester Piggott         | Noel Murless                 | 2:35.8  |
| 1959      | Parthia             | Harry Carr             | Cecil Boyd-Rochfort          | 2:36.0  |
| 1958      | Hard Ridden         | Charles Smirke         | Mick Rogers                  | 2:41.2  |
| 1957      | Crepello            | Lester Piggott         | Noel Murless                 | 2:35.4  |
| 1956      | Lavandin            | Rae Johnstone          | Alec Head                    | 2:36.4  |
| 1955      | Phil Drake          | Freddie Palmer         | François Mathet              | 2:39.8  |
| 1954      | Never Say Die       | Lester Piggott         | Joseph Lawson                | 2:35.8  |
| 1953      | Pinza               | Sir Gordon Richards    | Norman Bertie                | 2:35.6  |
| 1952      | Tulyar              | Charles Smirke         | Marcus Marsh                 | 2:36.4  |
| 1951      | Arctic Prince       | Chuck Spares           | Willie Stephenson            | 2:39.4  |
| 1950      | Galcador            | Rae Johnstone          | Charles Semblat              | 2:36.8  |
| 1949      | Nimbus              | Charlie Elliott        | George Colling               | 2:42    |
| 1948      | My Love             | Rae Johnstone          | Richard Carver               | 2:40    |
| 1947      | Pearl Diver         | Georges Bridgland      | Percy Carter                 | 2:38.4  |
| 1946      | Airborne            | Tommy Lowrey           | Dick Perryman                | 2:44.6  |
| 1945      | Dante               | Billy Nevett           | Matthew Peacock              | 2:26.6  |
| 1944      | Ocean Swell         | Billy Nevett           | Jack Jarvis                  | 2:31    |
| 1943      | Straight Deal       | Tommy Carey            | Walter Nightingall           | 2:30.4  |
| 1942      | Watling Street      | Harry Wragg            | Walter Earl                  | 2:29.6  |
| 1941      | Owen Tudor          | Billy Nevett           | Fred Darling                 | 2:32    |
| 1940      | Pont l'Eveque       | Sam Wragg              | Fred Darling                 | 2:30.8  |
| 1939      | Blue Peter          | Eph Smith              | Jack Jarvis                  | 2:36.8  |
| 1938      | Bois Roussel        | Charlie Elliott        | Fred Darling                 | 2:39.2  |
| 1937      | Mid-day Sun         | Michael Beary          | Fred Butters                 | 2:37.6  |
| 1936      | Mahmoud             | Charles Smirke         | Frank Butters                | 2:33.8  |
| 1935      | Bahram              | Freddie Fox            | Frank Butters                | 2:36    |
| 1934      | Windsor Lad         | Charles Smirke         | Marcus Marsh                 | 2:34    |
| 1933      | Hyperion            | Tommy Weston           | George Lambton               | 2:34    |
| 1932      | April the Fifth     | Fred Lane              | Tom Walls                    | 2:43.2  |
| 1931      | Cameronian          | Freddie Fox            | Fred Darling                 | 2:36.6  |
| 1930      | Blenheim            | Harry Wragg            | Dick Dawson                  | 2:38.2  |
| 1929      | Trigo               | Joe Marshall           | Dick Dawson                  | 2:36.4  |
| 1928      | Felstead            | Harry Wragg            | Ossie Bell                   | 2:34.8  |
| 1927      | Call Boy            | Charlie Elliott        | John E. Watts                | 2:34.4  |
| 1926      | Coronach            | Joe Childs             | Fred Darling                 | 2:47.8  |
| 1925      | Manna               | Steve Donoghue         | Fred Darling                 | 2:40.6  |
| 1924      | Sansovino           | Tommy Weston           | George Lambton               | 2:46    |
| 1923      | Papyrus             | Steve Donoghue         | Basil Jarvis                 | 2:38    |
| 1922      | Captain Cuttle      | Steve Donoghue         | Fred Darling                 | 2:34.6  |
| 1921      | Humorist            | Steve Donoghue         | Charles Morton               | 2:36.2  |
| 1920      | Spion Kop           | Frank O'Neill          | Peter Gilpin                 | 2:34.8  |
| 1919      | Grand Parade        | Fred Templeman         | Frank Barling                | 2:35.8  |
| 1918      | Gainsborough        | Joe Childs             | Alec Taylor, Jr.             | 2:33.2  |
| 1917      | Gay Crusader        | Steve Donoghue         | Alec Taylor, Jr.             | 2:40.6  |
| 1916      | Fifinella           | Joe Childs             | Dick Dawson                  | 2:36.6  |
| 1915      | Pommern             | Steve Donoghue         | Charles Peck                 | 2:32.6  |
| 1914      | Durbar              | Matt McGee             | Tom Murphy                   | 2:38.4  |
| 1913      | Aboyeur             | Edwin Piper            | Tom Lewis                    | 2:37.6  |
| 1912      | Tagalie             | John Reiff             | Dawson Waugh                 | 2:38.8  |
| 1911      | Sunstar             | George Stern           | Charles Morton               | 2:36.8  |
| 1910      | Lemberg             | Bernard Dillon         | Alec Taylor, Jr.             | 2:35.2  |
| 1909      | Minoru              | Herbert Jones          | Richard Marsh                | 2:42.7  |
| 1908      | Signorinetta        | Billy Bullock          | Edoardo Ginistrelli          | 2:39.8  |
| 1907      | Orby                | John Reiff             | Fred McCabe                  | 2:44    |
| 1906      | Spearmint           | Danny Maher            | Peter Gilpin                 | 2:36.8  |
| 1905      | Cicero              | Danny Maher            | Percy Peck                   | 2:39.6  |
| 1904      | St. Amant           | Kempton Cannon         | Alfred Hayhoe                | 2:45.4  |
| 1903      | Rock Sand           | Danny Maher            | George Blackwell             | 2:42.8  |
| 1902      | Ard Patrick         | Skeets Martin          | Sam Darling                  | 2:42.2  |
| 1901      | Volodyovski         | Lester Reiff           | John Huggins                 | 2:40.8  |
| 1900      | Diamond Jubilee     | Herbert Jones          | Richard Marsh                | 2:42    |
| 1899      | Flying Fox          | Morny Cannon           | John Porter                  | 2:42    |
| 1898      | Jeddah              | Otto Madden            | Richard Marsh                | 2:47    |
| 1897      | Galtee More         | Charles Wood           | Sam Darling                  | 2:44    |
| 1896      | Persimmon           | John Watts             | Richard Marsh                | 2:42    |
| 1895      | Sir Visto           | Sam Loates             | Mathew Dawson                | 2:43    |
| 1894      | Ladas               | John Watts             | Mathew Dawson                | 2:45    |
| 1893      | Isinglass           | Tommy Loates           | James Jewitt                 | 2:43    |
| 1892      | Sir Hugo            | Fred Allsopp           | Tom Wadlow                   | 2:44    |
| 1891      | Common              | George Barrett         | John Porter                  | 2:56    |
| 1890      | Sainfoin            | John Watts             | John Porter                  | 2:49    |
| 1889      | Donovan             | Tommy Loates           | George Dawson                | 2:44    |
| 1888      | Ayrshire            | Fred Barrett           | George Dawson                | 2:43    |
| 1887      | Merry Hampton       | John Watts             | Martin Gurry                 | 2:43    |
| 1886      | Ormonde             | Fred Archer            | John Porter                  | 2:45.6  |
| 1885      | Melton              | Fred Archer            | Mathew Dawson                | 2:44    |
| 1884 (dh) | HarvesterSt. Gatien | Sam LoatesCharles Wood | James Jewitt Robert Sherwood | 2:46    |
| 1883      | St. Blaise          | Charles Wood           | John Porter                  | 2:48    |
| 1882      | Shotover            | Tom Cannon, Sr.        | John Porter                  | 2:45    |
| 1881      | Iroquois            | Fred Archer            | Jacob Pincus                 | 2:50    |
| 1880      | Bend Or             | Fred Archer            | Robert Peck                  | 2:46    |
| 1879      | Sir Bevys           | George Fordham         | Joseph Hayhoe                | 3:02    |
| 1878      | Sefton              | Harry Constable        | Alec Taylor, Sr.             | 2:56    |
| 1877      | Silvio              | Fred Archer            | Mathew Dawson                | 2:50    |
| 1876      | Kisber              | Charlie Maidment       | Joseph Hayhoe                | 2:44    |
| 1875      | Galopin             | Jack Morris            | John Dawson                  | 2:48    |
| 1874      | George Frederick    | Harry Custance         | Tom Leader                   | 2:46    |
| 1873      | Doncaster           | Fred Webb              | Robert Peck                  | 2:50    |
| 1872      | Cremorne            | Charlie Maidment       | William Gilbert              | 2:45    |
| 1871      | Favonius            | Tom French             | Joseph Hayhoe                | 2:50    |
| 1870      | Kingcraft           | Tom French             | Mathew Dawson                | 2:45    |
| 1869      | Pretender           | John Osborne Jr.       | Tom Dawson                   | 2:52    |
| 1868      | Blue Gown           | John Wells             | John Porter                  | 2:43    |
| 1867      | Hermit              | John Daley             | G. Bloss                     | 2:42    |
| 1866      | Lord Lyon           | Harry Custance         | James Dover                  | 2:50    |
| 1865      | Gladiateur          | Harry Grimshaw         | Tom Jennings, Sr.            | 2:46    |
| 1864      | Blair Athol         | Jim Snowden            | William I'Anson              | 2:43    |
| 1863      | Macaroni            | Tom Chaloner           | James Godding                | 2:50    |
| 1862      | Caractacus          | John Parsons           | Robert Smith                 | 2:45    |
| 1861      | Kettledrum          | Ralph Bullock          | G. Oates                     | 2:45    |
| 1860      | Thormanby           | Harry Custance         | Mathew Dawson                | 2:55    |
| 1859      | Musjid              | John Wells             | George Manning               | 2:59    |
| 1858      | Beadsman            | John Wells             | George Manning               | 2:54    |
| 1857      | Blink Bonny         | Jack Charlton          | William I'Anson              | 2:45    |
| 1856      | Ellington           | Tom Aldcroft           | Tom Dawson                   | 3:04    |
| 1855      | Wild Dayrell        | Robert Sherwood        | John Rickaby                 | 2:54    |
| 1854      | Andover             | Alfred Day             | John Day                     | 2:52    |
| 1853      | West Australian     | Frank Butler           | John Scott                   | 2:55    |
| 1852      | Daniel O'Rourke     | Frank Butler           | John Scott                   | 3:02    |
| 1851      | Teddington          | Job Marson             | Alec Taylor, Sr.             | 2:51    |
| 1850      | Voltigeur           | Job Marson             | Robert Hill                  | 2:50    |
| 1849      | The Flying Dutchman | Charles Marlow         | John Fobert                  | 3:00    |
| 1848      | Surplice            | Sim Templeman          | John Kent, Jr.               | 2:48    |
| 1847      | Cossack             | Sim Templeman          | John Day                     | 2:52    |
| 1846      | Pyrrhus The First   | Sam Day                | John Day                     | 2:55    |
| 1845      | The Merry Monarch   | Foster Bell            | John Forth                   |         |
| 1844      | Orlando             | Nat Flatman            | W. Cooper                    |         |
| 1843      | Cotherstone         | Bill Scott             | John Scott                   |         |
| 1842      | Attila              | Bill Scott             | John Scott                   |         |
| 1841      | Coronation          | Patrick Conolly        | Ben Painter                  |         |
| 1840      | Little Wonder       | William Macdonald      | John Forth                   |         |
| 1839      | Bloomsbury          | Sim Templeman          | William Ridsdale             |         |
| 1838      | Amato               | Jem Chapple            | Ralph Sherwood               |         |
| 1837      | Phosphorus          | George Edwards         | John Doe                     |         |
| 1836      | Bay Middleton       | Jem Robinson           | James Edwards                |         |
| 1835      | Mündig              | Bill Scott             | John Scott                   |         |
| 1834      | Plenipotentiary     | Patrick Conolly        | George Payne                 |         |
| 1833      | Dangerous           | Jem Chapple            | Isaac Sadler                 |         |
| 1832      | St. Giles           | Bill Scott             | J. Webb                      |         |
| 1831      | Spaniel             | Will Wheatley          | J. Rogers                    |         |
| 1830      | Priam               | Sam Day                | William Chifney              |         |
| 1829      | Frederick           | John Forth             | John Forth                   |         |
| 1828      | Cadland             | Jem Robinson           | Dixon Boyce                  |         |
| 1827      | Mameluke            | Jem Robinson           | James Edwards                |         |
| 1826      | Lap-dog             | George Dockeray        | R. Stephenson                |         |
| 1825      | Middleton           | Jem Robinson           | James Edwards                |         |
| 1824      | Cedric              | Jem Robinson           | James Edwards                |         |
| 1823      | Emilius             | Frank Buckle           | Robert Robson                |         |
| 1822      | Moses               | Tom Goodisson          | William Butler               |         |
| 1821      | Gustavus            | Sam Day                | Crouch                       |         |
| 1820      | Sailor              | Sam Chifney, Jr.       | William Chifney              |         |
| 1819      | Tiresias            | Bill Clift             | Richard Prince               |         |
| 1818      | Sam                 | Sam Chifney, Jr.       | William Chifney              |         |
| 1817      | Azor                | Jem Robinson           | Robert Robson                |         |
| 1816      | Prince Leopold      | Will Wheatley          | William Butler               |         |
| 1815      | Whisker             | Tom Goodisson          | Robert Robson                |         |
| 1814      | Blucher             | Bill Arnull            | Dixon Boyce                  |         |
| 1813      | Smolensko           | Tom Goodisson          | Crouch                       |         |
| 1812      | Octavius            | Bill Arnull            | Dixon Boyce                  |         |
| 1811      | Phantom             | Frank Buckle           | James Edwards                |         |
| 1810      | Whalebone           | Bill Clift             | Robert Robson                |         |
| 1809      | Pope                | Tom Goodisson          | Robert Robson                |         |
| 1808      | Pan                 | Frank Collinson        | John Lonsdale                |         |
| 1807      | Election            | John Arnull            | Dixon Boyce                  |         |
| 1806      | Paris               | John Shepherd          | Richard Prince               |         |
| 1805      | Cardinal Beaufort   | Dennis Fitzpatrick     | Dixon Boyce                  |         |
| 1804      | Hannibal            | Bill Arnull            | Frank Neale                  |         |
| 1803      | Ditto               | Bill Clift             | John Lonsdale                |         |
| 1802      | Tyrant              | Frank Buckle           | Robert Robson                |         |
| 1801      | Eleanor             | John Saunders          | J. Frost                     |         |
| 1800      | Champion            | Bill Clift             | Tom Perren                   |         |
| 1799      | Archduke            | John Arnull            | Richard Prince               |         |
| 1798      | Sir Harry           | Sam Arnull             | Frank Neale                  |         |
| 1797      | Colt by Fidget      | John Singleton, Jr.    | Matt Stephenson              |         |
| 1796      | Didelot             | John Arnull            | Richard Prince               |         |
| 1795      | Spread Eagle        | Anthony Wheatley       | Richard Prince               |         |
| 1794      | Daedalus            | Frank Buckle           | John Pratt                   |         |
| 1793      | Waxy                | Bill Clift             | Robert Robson                |         |
| 1792      | John Bull           | Frank Buckle           | John Pratt                   |         |
| 1791      | Eager               | Matt Stephenson        | Matt Stephenson              |         |
| 1790      | Rhadamanthus        | John Arnull            | John Pratt                   |         |
| 1789      | Skyscraper          | Sam Chifney            | Matt Stephenson              |         |
| 1788      | Sir Thomas          | William South          | Frank Neale                  |         |
| 1787      | Sir Peter Teazle    | Sam Arnull             | Saunders                     |         |
| 1786      | Noble               | J. White               | Frank Neale                  |         |
| 1785      | Aimwell             | Charles Hindley        | John Pratt                   |         |
| 1784      | Serjeant            | John Arnull            |                              |         |
| 1783      | Saltram             | Charles Hindley        | Frank Neale                  |         |
| 1782      | Assassin            | Sam Arnull             | Frank Neale                  |         |
| 1781      | Young Eclipse       | Charles Hindley        |                              |         |
| 1780      | Diomed              | Sam Arnull             | R. Teasdale                  |         |